# Alexander Stuart
Alexander Stuart FRS FRCP (n. 1673, Aberdeen, Regatul Scoției – d. 1742, Londra, Regatul Marii Britanii) a fost un filozof și medic natural britanic.

## Viața
S-a născut în Aberdeen, Scoția.
A absolvit Colegiul Marischal, Universitatea din Aberdeen, în 1691, cu un MA și a devenit chirurgul unei nave, servind la Londra din 1701 până în 1704 și în Europa din 1704 până în 1707. În timp ce se afla pe mare, a ținut înregistrări despre operațiunile sale și a trimis exemplare de creaturi/specii noi lui Hans Sloane, mai multe rapoarte despre astfel de animale fiind publicate în Tranzacțiile filosofice ale Royal Society. După ce s-a întors la țărm în 1708, a început o diplomă medicală la Universitatea Leiden, și a absolvit la 22 iunie 1711. El a fost ales la Fellow of the Royal Society în 1714, și în 1719 a devenit primul medic care a practicat la spitalul Westminster, transferându-se la Spitalul St. George în 1733. În 1728 a devenit medic în ordinar pentru al reginei Carolina de Ansbach, și a fost ales membru al Colegiului Regal al Medicilor în același an. Se pensionează în 1736. 
În 1738 a dat prima prelegere crooniană la Royal Society, iar în 1740 a primit medalia Copley de către aceeași instituție. El a susținut din nou Lectura Crooniană în 1740. În ciuda banilor pe care i-a câștigat ca medic, el a avut o mare datorie când a murit pe 15 septembrie 1742.